# Jeremy R. Knowles
Jeremy Randall Knowles, CBE, FRS, (* 28. April 1935 in Rugby; † 3. April 2008 in Cambridge, Massachusetts) war ein britischer Chemiker.
Knowles war der Sohn des Oxforder Wirtschaftswissenschaftlers Kenneth Knowles. Er studierte an der University of Oxford (Magdalen College, Balliol College ab 1955) Chemie, mit dem Bachelor-Abschluss 1959. Danach war er Harmsworth Scholar am Merton College und 1960 bis 1962 Research Lecturer am Christ Church College. 1961 wurde er bei Richard O. C. Norman dort promoviert und war danach als Post-Doktorand am Caltech. Ab 1962 war er Tutor und Fellow am Wadham College. Er war in dieser Zeit Gastprofessor an der Yale University. Ab 1974 war er Professor für Chemie an der Harvard University (nachdem er 1973 dort Sloan-Gastprofessor war), wo er den Rest seiner Karriere blieb. 1991 bis 2002 war er dort Dekan der Fakultät für Kunst und Wissenschaft (Faculty of Arts and Sciences). Ab 1979 war er in Harvard Amory Houghton Professor of Chemistry and Biochemistry.
Er befasste sich mit Biochemie und insbesondere mit dem Studium der Enzym-Funktion auf molekularer Ebene. Knowles veröffentlichte über 250 wissenschaftliche Aufsätze und hatte über 50 Doktoranden.
Er war Fellow der Royal Society (1977), deren Davy Medal er erhielt, der American Academy of Arts and Sciences, der American Association for the Advancement of Science, der National Academy of Sciences (Foreign Associate 1988) und der American Philosophical Society. 1995 erhielt er den Welch Award in Chemistry und außerdem die Charmian Medal der Royal Society of Chemistry (deren Ehren-Fellow er war), den Bader Award, den Nakanishi Preis, die Prelog-Medaille, den Repligen Award und den Arthur Cope Scholar Award der American Chemical Society. Er war seit 1993 Commander of the Order of the British Empire (CBE). Er war Ehren Fellow des Balliol und Wadham College in Oxford und Ehrendoktor der ETH Zürich und der University of Edinburgh. 1998 wurde er einer der Trustees des Howard Hughes Medical Institute.
Vor seiner wissenschaftlichen Karriere war er als Wehrpflichtiger während der Unterbrechung seines Studiums Offizier bei der Royal Air Force, wo er hauptsächlich Radarbeobachter war (er war zwar Pilot, aber leicht kurzsichtig). Er war seit 1960 verheiratet und hatte drei Söhne.
Die Royal Society of Chemistry vergibt jährlich den Jeremy Knowles Award für interdisziplinäre Forschung zwischen Chemie und Biologie.